# Addiction Pinball
 (juin 2020).
Addiction Pinball est un jeu vidéo de flipper développé et édité par Team17, sorti en 1998 sur Windows et PlayStation.
Le jeu se nomme Worms Pinball sur PlayStation en Europe.

## Accueil
- IGN : 8/10[1]